# Améleté Abalo
Pascal Amélété Abalo Dosseh (ur. 7 marca 1962 w Lomé, zm. 9 stycznia 2010 w prowincji Kabinda) – togijski piłkarz i trener, był asystentem trenera togijskiej reprezentacji piłkarskiej oraz trenerem klubu ASKO Kara.

## Życiorys
Abalo rozpoczął swoją karierę piłkarską z klubem Le Dynamic Togolais. W latach 1982–1990 grał w lidze togijskiej jako bramkarz dla zespołu ASKO Kara. Od 2004 roku aż do swojej śmierci był jego trenerem. Od 2006 do 2010 pracował również jako asystent trenera reprezentacji.
Został zabity w ataku terrorystycznym na autobus togijskiej reprezentacji narodowej, do którego doszło podczas podróży na Puchar Narodów Afryki 2010. Przyznał się do niego Front Wyzwolenia Enklawy Kabindy, pod przywództwem Rodriguesa Mingasa, przebywającego aktualnie na wygnaniu we Francji.

### Nagrody
- Trener roku: 2007
- Mistrzostwo ligi togijskiej (z ASKO Kara): 2007, 2009.